# Radotina, Sofia
Radotina (în bulgară Радотина) este un sat în comuna Botevgrad, regiunea Sofia,  Bulgaria. 

## Demografie
Componența etnică a satului Radotina
     Nicio identificare (6,43%)
     Bulgari (93,56%)
     Altele (0%)
La recensământul din 2011, populația satului Radotina era de 171 locuitori. Din punct de vedere etnic, majoritatea locuitorilor (93,56%) erau bulgari. Pentru 6,43% din locuitori nu este cunoscută apartenența etnică.